# Marcello Lippi
Marcello Romeo Lippi OMRI (Viareggio, 12 de abril de 1948) é um ex-treinador e ex-futebolista italiano que atuava como líbero. Foi o comandante da Seleção Italiana na Copa do Mundo de 2006, o último título mundial da Azzurra.

## Carreira como treinador
Ganhou destaque internacional como treinador ao assumir a Seleção Italiana em 2004, substituindo Giovanni Trapattoni após a campanha do time na Eurocopa daquele ano. Seu nome foi indicado pela imprensa e pela torcida, dado o excelente trabalho desenvolvido nos dois períodos em que treinou a Juventus, onde ficou conhecido por levar uma equipe que vivia à sombra do Milan a voltar aos dias de glória, conquistando vários Campeonatos Italianos e sendo presença constante na Liga dos Campeões da UEFA.

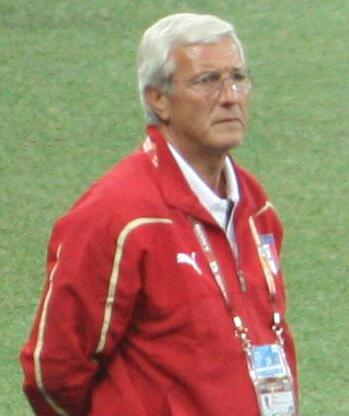
Lippi durante a Copa do Mundo de 2010

Na Copa do Mundo FIFA de 2006 viveu um drama: vários de seus jogadores convocados para a Seleção Italiana atuavam em clubes que foram denunciados pela compra e manipulação de resultados na Loteria Esportiva da Itália. Clubes como a Juventus foram rebaixados para a Serie B, enquanto o Milan começou o campeonato com 12 pontos a menos. Coube a Lippi mexer com o emocional dos atletas, para que estivessem com ânimo para jogar a Copa do Mundo. Conseguiu de tal modo que a Azzurra embarcou para o torneio para conquistar o título, mesmo não sendo uma das favoritas. Nem o confronto diante da dona da casa, a Alemanha, nas semifinais, fez a equipe perder o foco na conquista do título.
Deixou a Seleção Italiana no dia 12 de julho de 2006, três dias após a conquista do tetra. Foi substituído pelo ex-jogador Roberto Donadoni.
Em junho de 2008, após a Eurocopa, foi anunciado novamente como técnico da Azzurra.
No entanto, na Copa do Mundo FIFA de 2010, realizada na África do Sul, a Seleção Italiana teve um pífio desempenho. Com dois empates e uma derrota, os italianos foram eliminados logo na primeira fase da competição, sendo essa a pior campanha na história da Azzurra.

## Estatísticas
Atualizadas até 2 de novembro de 2014
| Clube                | Jogos | Vitórias | Empates | Derrotas |
| -------------------- | ----- | -------- | ------- | -------- |
| Pontedera            | 34    | 10       | 17      | 7        |
| Siena                | 34    | 5        | 14      | 15       |
| Pistoiese            | 34    | 10       | 15      | 9        |
| Carrarese            | 34    | 10       | 16      | 8        |
| Cesena               | 72    | 13       | 25      | 34       |
| Lucchese             | 42    | 9        | 22      | 11       |
| Atalanta             | 36    | 14       | 9       | 13       |
| Napoli               | 36    | 12       | 13      | 11       |
| Juventus             | 244   | 137      | 65      | 42       |
| Internazionale       | 50    | 25       | 11      | 14       |
| Juventus             | 161   | 90       | 39      | 32       |
| Itália               | 55    | 28       | 20      | 7        |
| Guangzhou Evergrande | 126   | 82       | 23      | 21       |
| China                | 28    | 16       | 10      | 12       |
| Total                | 995   | 460      | 299     | 236      |

## Títulos como treinador
Atalanta
- Torneo di Viareggio: 1993

Juventus
- Serie A: 1994–95, 1996–97, 1997–98, 2001–02 e 2002–03
- Copa da Itália: 1994–95
- Supercopa da Itália: 1995, 1997, 2002 e 2003
- Liga dos Campeões da UEFA: 1995–96
- Copa Intercontinental: 1996
- Supercopa da UEFA: 1996

Guangzhou Evergrande
- Superliga Chinesa: 2012, 2013 e 2014
- Copa da China: 2012
- Supercopa da China: 2012
- Liga dos Campeões da AFC: 2013

Seleção Italiana
- Copa do Mundo FIFA: 2006

### Prêmios individuais
- Panchina d'Oro: 1994–95, 1995–96 e 2006 (Prêmio Especial)[7]
- Melhor treinador nacional da IFFHS: 2006[carece de fontes?]
- Melhor treinador do clube da IFFHS: 1996, 1998[carece de fontes?]
- Onze d'Or Treinador do Ano: 1997[carece de fontes?]
- 13º Maior Treinador de Todos os Tempos da World Soccer: 2013[8][9]
- 15º Maior Treinador de Todos os Tempos da ESPN: 2013[10]
- 16º Maior Treinador de Todos os Tempos da France Football: 2019[11][12][13]